# Diocese de Amparo
A Diocese de Amparo (em latim: Diœcesis Amparensis) é uma circunscrição territorial da Igreja Católica no estado de São Paulo. Foi criada a 23 de dezembro de 1997 pela bula Ecclesiæ Universæ do Papa João Paulo II.
No dia 25 de março de 1998, numa solenidade com a presença de Dom Gilberto Pereira Lopes, Arcebispo Metropolitano de Campinas, deu-se a instalação da Diocese de Amparo, e tomou posse como primeiro Bispo Diocesano Dom Francisco José Zugliani.

## Bula da criação da Diocese de Amparo
João Paulo II, Bispo, servo dos servos de Deus. Para perpétua recordação.
Escolhemos explicitar cuidadosamente o ministério da Igreja universal confiado a Nós pelo próprio Senhor, para que seus benefícios salutares e preceitos atinjam todos os recantos e todas as gentes. Apressamo-nos, a dispor tudo para que isto aconteça mais fácil e comodamente.
Os Nossos Veneráveis Irmãos Gilberto Pereira Lopes, arcebispo de Campinas e Ercílio Turco, bispo de Limeira, ouvida a Conferência Nacional dos Bispos do Brasil, pediram que fosse separada uma parte do território da Circunscrição Eclesiástica confiada a eles e se criasse uma nova Diocese, com a concordância de D. Rapisarda, arcebispo titular de Canne, Núncio Apostólico no Brasil e o parecer favorável da S. Congregação para os Bispos, pelo nosso poder apostólico estabelecemos e determinamos: da Arquidiocese de Campinas e da Diocese de Limeira retiramos o território inteiro, como foi fixado pela lei civil, dos seguintes municípios: Amparo, Águas de Lindóia, Holambra, Itapira, Lindóia, Mogi Mirim, Monte Alegre do Sul, Pedreira, Jaguariúna, Santo Antônio de Posse e Serra Negra. E assim constituímos a nova Diocese de Amparo, cujos limites são os dos municípios acima ditados.
A sede da nova Diocese ficará na cidade de Amparo, e elevamos o templo dedicado à Bem Aventurada Virgem do Amparo ao grau de Igreja Catedral com todos os direitos e privilégios de costume. O Bispo de Amparo gozará dos mesmos direitos que os demais Ordinários do lugar. A nova Igreja constituída será sufragânea da Arquidiocese de Campinas.
A sustentação do Bispo da nova Diocese será constituída pelos emolumentos da Cúria, ofertas dos fiéis e da parte que lhe advém da divisão (c. 122) dos bens que antes pertenciam às Mitras Episcopais de Campinas e de Limeira. Sejam escolhidos consultores diocesanos, de acordo com as normas do direito.
Sobre a instituição do Seminário e formação dos candidatos sagrados observem-se as prescrições da Congregação para a Educação Católica. Quando for possível, os alunos do Seminário e também sacerdotes sejam enviados a Roma para completar os estudos no Pontifício Colégio Brasileiro.
Em relação ao regime da nova Diocese, a administração dos bens eclesiásticos, a eleição do administrador diocesano na vacância da sede, os direitos dos fiéis e semelhantes, observe-se a quilo que  determinam os sagrados cânones. Juntamente com a constituição da nova Diocese de Amparo, consideram-se pertencentes a ele os sacerdotes que têm no seu território um oficio eclesiástico; e os outros sacerdotes e alunos do Seminário ficam pertencendo a Igreja em cujo território tem domicílio legítimo.
As atas e os documentos relativos à nova Diocese serão transferidos a ela das Cúrias de Campinas e de Limeira.
Para executar tudo isso que mandamos nesta Bula, delegamos o Venerável Irmão Alfio Rapisarda, Núncio Apostólico com os poderes de subdelegar a alguém constituído de poder eclesiástico.
Finalmente, completada a constituição da nova diocese, lavrem-se atas e documentos, cujas cópias cuidadosamente autênticas sejam enviadas para a Congregação para os Bispos. Nada se oponha em contrário.
Passada em Roma, junto de São Pedro no dia 23 de dezembro do ano do Senhor 1997, vigésimo do nosso Pontificado.

## Catedral de Nossa Senhora do Amparo
Na Catedral, as proporções do seu interior, aliadas à decoração e iluminação, atuariam sobre a pequenez do homem, lembrando-lhe que ali se deve adorar e reverenciar a Deus.
Em terreno doado por João Bueno da Cunha, um dos primeiros povoadores de Amparo, foi construída uma capela na qual foi colocada a imagem de Nossa Senhora do Amparo, que deu nome ao município. A Igreja Matriz foi construída atrás do local onde se encontrava a capela primitiva, por ideia do padre José Gomes Pereira da Silva, cujo vicariato se iniciou em l839 e findou em 1849.
A bênção da Igreja aconteceu em 2 de fevereiro de 1878. A imagem de Nossa Senhora do Amparo, que veio da cidade do Porto, Portugal, foi encomendada por D. Anna Cintra, esposa do Barão de Campinas.
Em meados dos anos 20 foi feita uma grande reforma, com projeto do engenheiro civil amparense Dr. Amador Cintra do Prado, quando foram erguidas as torres e reforçadas as paredes, que ganharam, então, sua espessura atual.
Foram abertas as naves laterais, que até então eram formadas por salas, e foi criada a estrutura necessária para levantar uma cúpula prevista no projeto, mas ainda não executada. Os púlpitos e confessionários foram feitos por Albano Pereira,João Siqueira e Carlos Hamlet Mantovani, na oficina de marcenaria de sua propriedade e os quadros a óleo são de Benedito Calixto, mais recentemente foi contratado o pintor Mano Thomazi, para efetuar a pintura e decoração da Igreja Matriz, que foram concluídas por volta de 1950.
Em 1997 o templo dedicado a Nossa Senhora do Amparo foi elevado ao grau de Igreja Catedral.

## Divisão territorial

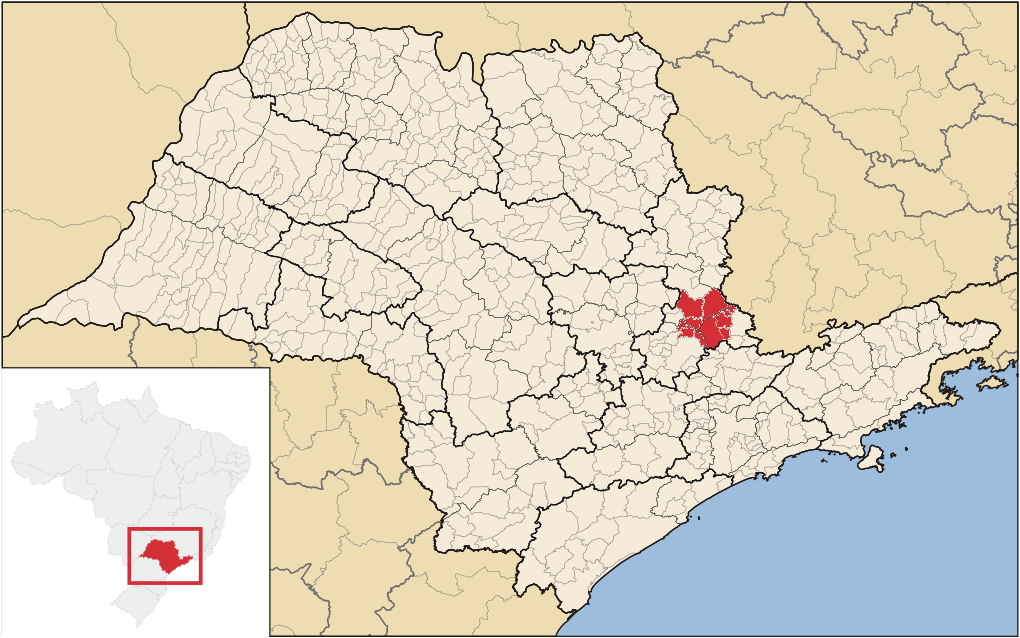
Mapa da diocese.

A diocese abrange os municípios paulistas de Amparo, Águas de Lindóia, Holambra, Itapira, Lindóia, Mogi Mirim, Monte Alegre do Sul, Pedreira, Jaguariúna, Santo Antônio de Posse e Serra Negra.
Além da divisão municipal, a diocese é composta por cinco foranias e suas respectivas paróquias:

### Forania de Nossa Senhora do Rosário
Águas de Lindóia
- Paróquia Nossa Senhora das Graças
- Paróquia Nossa Senhora da Conceição Aparecida

Lindóia
- Paróquia Nossa Senhora das Brotas

Monte Alegre do Sul
- Santuário Senhor Bom Jesus

Serra Negra
- Paróquia Nossa Senhora do Rosário
- Paróquia São Francisco de Assis

### Forania Jesus Bom Pastor
Amparo (São Paulo)
- Paróquia São Sebastião
- Paróquia Nossa Senhora do Amparo
- Paróquia Nossa Senhora Aparecida de Arcadas
- Paróquia São Benedito
- Paróquia São José Operário
- Paróquia São João Batista

### Forania de Nossa Senhora da Penha
Itapira
- Paróquia Nossa Senhora da Penha
- Paróquia Santo Antônio
- Paróquia São Benedito
- Paróquia São Judas Tadeu
- Paróquia Nossa Senhora Aparecida dos Prados
- Paróquia Santa Rita de Cássia
- Paróquia Santa Josefina Bakhita

### Forania São José
Mogi Mirim
- Paróquia São José
- Paróquia Santa Cruz
- Paróquia São Benedito
- Paróquia Senhor Bom Jesus do Mirante
- Paróquia São Pedro Apóstolo
- Paróquia São Joaquim e Sant'Ana
- Paróquia Imaculada Conceição Aparecida

### Forania de Sant'Ana
Pedreira (município)
- Paróquia Sant'Ana
- Paróquia Santo Antônio de Pádua
- Paróquia Nossa Senhora Aparecida do Triunfo

Santo Antônio de Posse
- Paróquia Santo Antônio

Jaguariúna
- Paróquia Santa Maria
- Paróquia Sagrado Coração de Jesus
- Paróquia Santa Dulce dos Pobres

Holambra
- Paróquia Divino Espírito Santo

## Bispos
Bispos locais:
| #  | Nome                    | Período    | Notas                        |
| -- | ----------------------- | ---------- | ---------------------------- |
| 3º | Luiz Gonzaga Fechio     | 2016–atual |                              |
| 2º | Pedro Carlos Cipolini   | 2010–2015  | Nomeado Bispo de Santo André |
| 1º | Francisco José Zugliani | 1997–2010  | Bispo Emérito                |